# Induráin (Navarra)
Induráin (en euskera Indurain) es un lugar del municipio de Izagaondoa, en la Comunidad Foral de Navarra (España). Está al sureste del término municipal, al este del monte Izaga y entre los barrancos de Bucertua y de la Chirria. Tenía 19 habitantes en 2017.
Lo cruza la carretera NA-2452. 

## Topónimo
El nombre significa probablemente ‘lugar propiedad de una persona llamada Aindura’, del nombre de persona indígena Aindura y el sufijo -ain que indica propiedad. Ese nombre de persona se usó mucho en la Edad Media. No se puede asegurar si el topónimo es romance o euskera.
En documentos antiguos el nombre aparece como: Indurain, Indurayn (1064, 1184, 1270, 1366, 1591, NEN); Indurein, Senior (1099, NEN); Yndurain, Yndurayn (1174, 1198, NEN).

## Arte

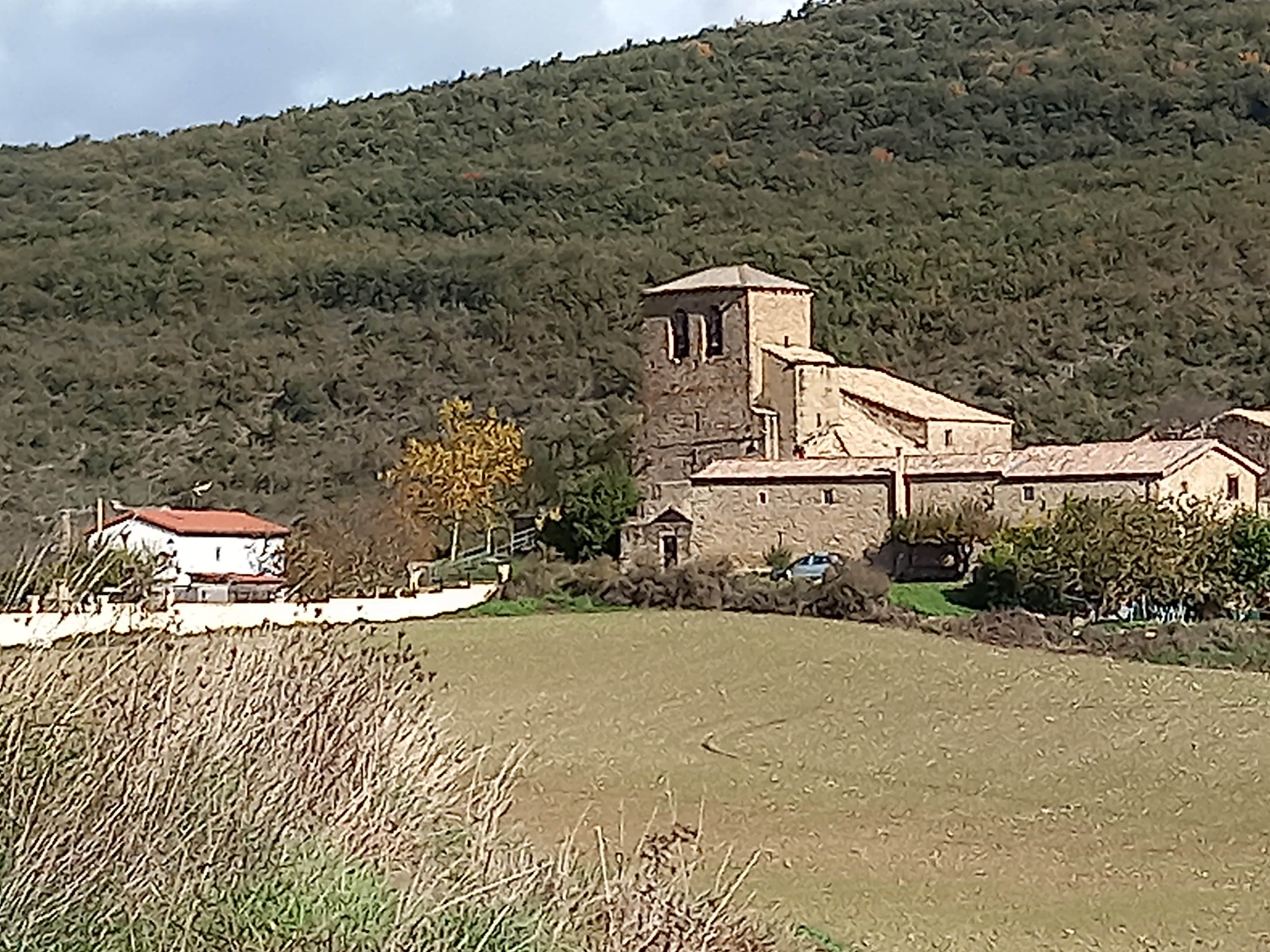
Iglesia de la Purificación

- Iglesia de la Purificación de la Virgen, del siglo XIII, levantada por los caballeros de la Orden de San Juan de Jerusalén, como parte del Gran Priorato de Navarra de la Orden de San Juan de Jerusalén.

## Economía
Tiene una casa rural (Casa Xigot).